# 451 هـ
451 هـ هي سنة في التقويم الهجري امتدت مقابلةً في التقويم الميلادي بين سنتي 1059 و1060.

## مواليد
- عبد الغافر الفارسي